# Cryptus dianae
Cryptus dianae är en stekelart som beskrevs av Johann Ludwig Christian Gravenhorst 1829.
Cryptus dianae ingår i släktet Cryptus och familjen brokparasitsteklar. Arten är reproducerande i Sverige. Utöver nominatformen finns också underarten Cryptus dianae speciosus.